# Zona lliure d'ideologia LGBT

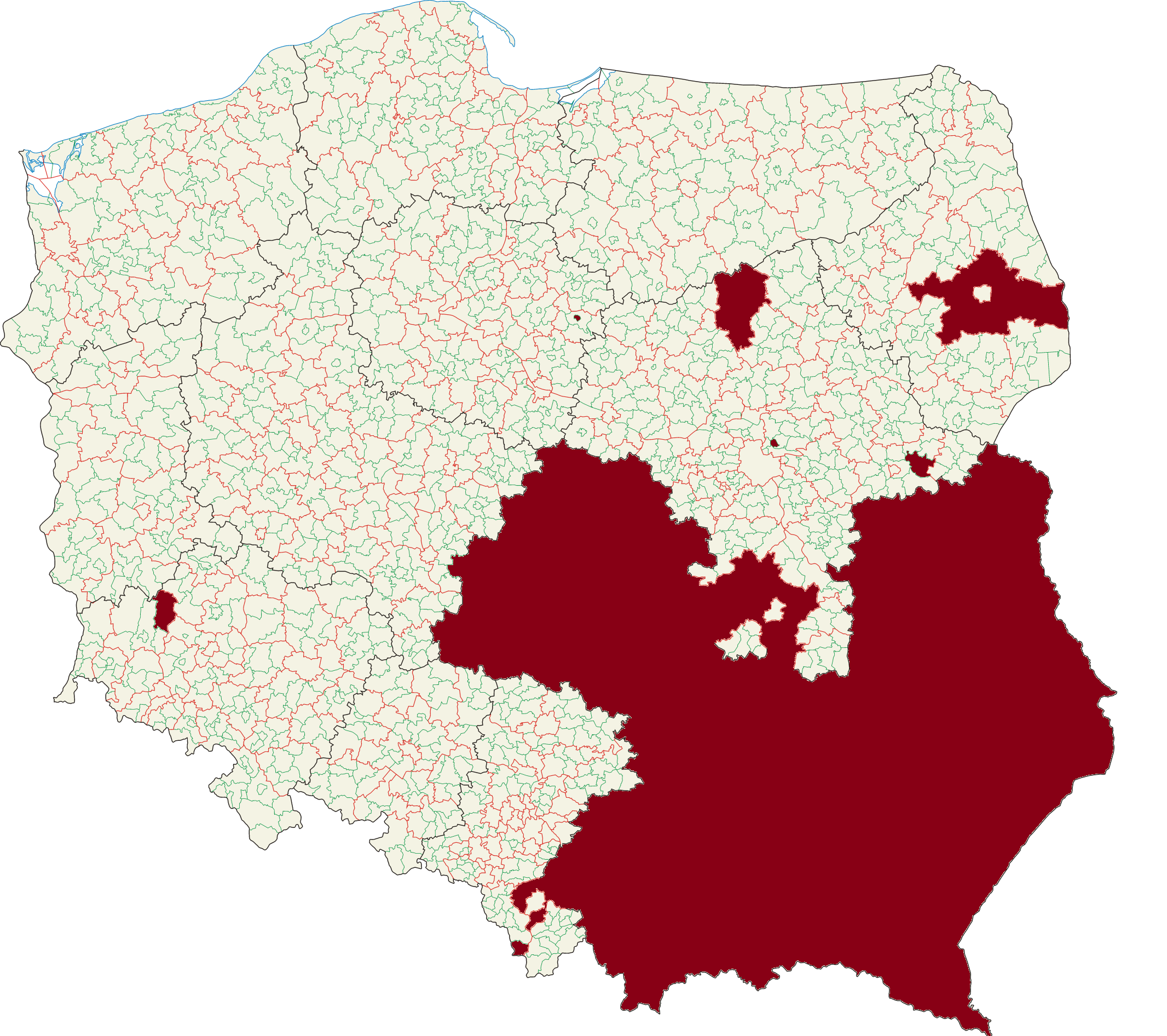
Mapa de zones "lliures d'ideologia LGBT" declarades a Polònia (gener de 2020).

A Polònia, una zona lliure d'ideologia LGBT (en polonès: Strefa wolna od ideologii LGBT), també anomenada Zona lliure d'LGBT (en polonès: Strefa wolna od LGBT) és la pràctica institucional de l'administració pública d'un territori determinat de declarar-se com a «lliure d'ideologia LGBT». Aquesta pràctica pot ser executada per un municipi, un powiat (província)  o un voivodat (regió).
Tot i que es tracta d'un acte principalment simbòlic (ja que la seva aplicació suposaria una vulneració de la Llei Europea), diversos moviments pro drets humans denuncien que les zones declarades lliures d'LGBT representen un intent d'estigmatitzar i excloure als membres de la comunitat LGBT. Fins a l'agost de 2019, s'han fet al voltant de 30 declaracions de zones lliures d'LGBT a Polònia, inclosos quatre voivodats al sud-est del país: la Petita Polònia, la Subcarpàcia, Santa Cruz i Lublin, totes al sud-est del país, una zona tradicionalment conservadora.

## Rerefons

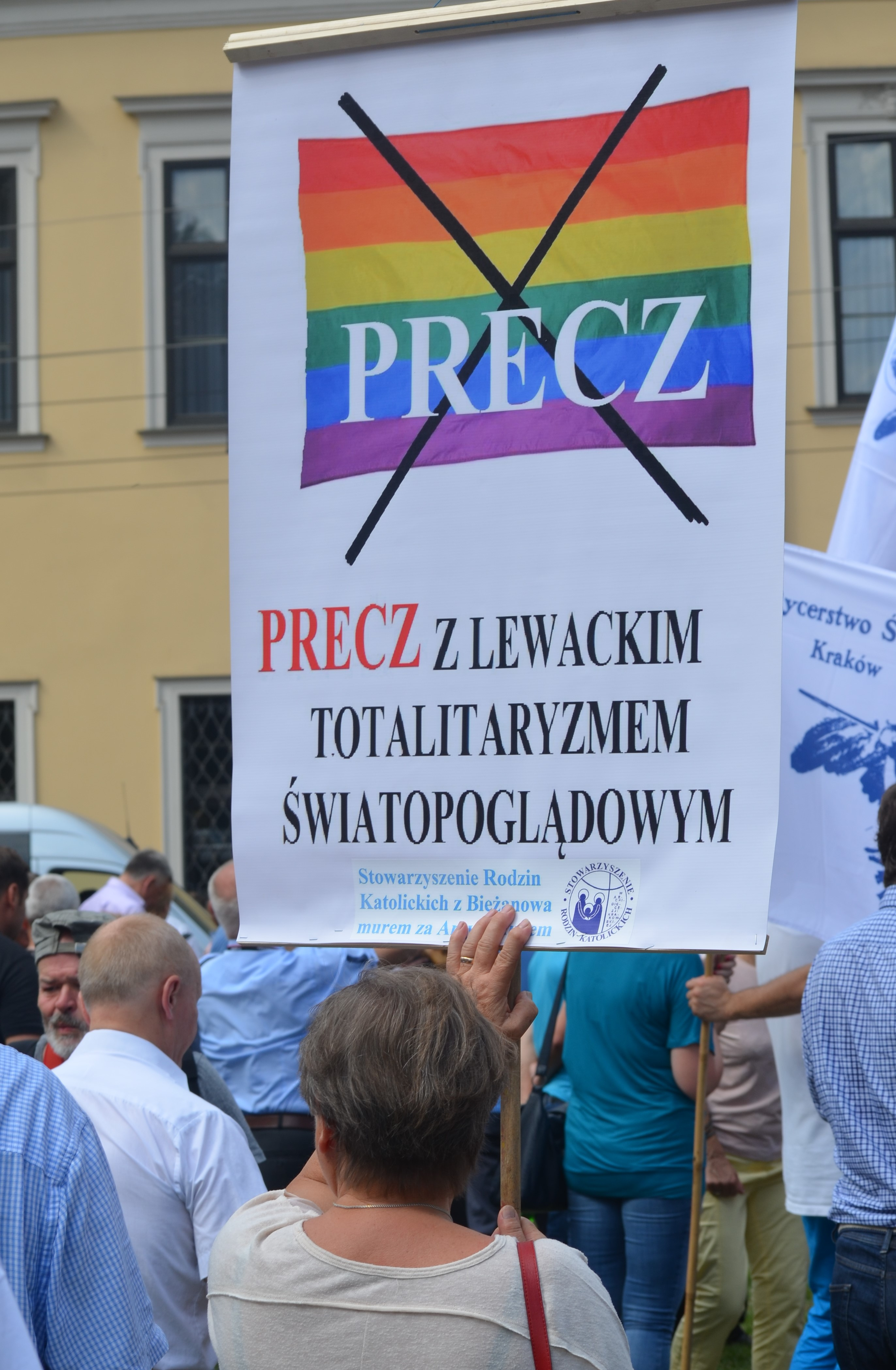
Protesta d'agost de 2019 en suport de les declaracions de l'arquebisbe Marek Jędraszewski sobre LGBT. El rètol diu: «lluny ([= a baix]) el totalitarisme ideològic d'esquerra», precz («tirar») també està en una bandera de l'orgull gai ratllada.

El febrer de 2019, l'alcalde liberal de Varsòvia, Rafał Trzaskowski, va signar una declaració que recolza els drets LGBTQ i va anunciar la seva intenció de seguir les pautes de l'Organització Mundial de la Salut i integrar els temes LGBT en els plans d'estudi varsovians sobre educació sexual. El partit conservador PiS va objectar que el programa sobre educació sexual «sexualitza» els nens. El líder del PiS, Jarosław Kaczyński, va respondre a la declaració i va qualificar els drets LGBT com «una importació» que amenaçava Polònia. La declaració «va enfurismar» i «galvanitzar» els polítics conservadors i els mitjans conservadors a Polònia, segons The Daily Telegraph. Les zones lliures d'LGBT declarades es consideren una reacció a la declaració de l'alcalde de Varsòvia.
Segons The Daily Telegraph, l'establiment conservador tem una transició liberal que pugui erosionar el poder de l'Església catòlica a Polònia d'una manera similar a la transició entorn de l'Església catòlica irlandesa. La disminució de l'assistència a l'església, l'augment de la secularització i els escàndols d'abús sexual han exercit pressió sobre la posició conservadora. El maig de 2019, la policia polonesa va arrestar l'activista de drets civils Elżbieta Podleśna per col·locar cartells de la Verge Negra de Częstochowa amb els colors de l'arc de sant Martí pintats amb halo pel càrrec d'ofendre el sentiment religiós, la qual cosa és il·legal a Polònia. També al maig, dues setmanes abans de les eleccions al Parlament Europeu de 2019 es va publicar en línia un documental sobre abús sexual infantil a l'Església (vegeu: No ho diguis a ningú). S'esperava que el documental perjudiqués el PiS electoralment alineat amb l'Església, la qual cosa va portar el líder del PiS, Kaczyński, a dir acaloradament que la nació i els nens polonesos eren atacats per idees estrangeres desviades, i això va portar els votants conservadors a unir-se al PiS. Segons l'acadèmica feminista Agnieszka Graff, «l'atac contra la comunitat LGBT va ser provocat per la Declaració [de Varsòvia], però això va ser només una excusa benvinguda», ja que PiS va buscar atreure electoralment la demografia rural-tradicional i necessitava un boc expiatori per reemplaçar el debat de la immigració.
L'agost de 2019, l'arquebisbe de Cracòvia Marek Jędraszewski va dir que les persones LGBT eren com una «plaga arc de sant Martí» en un sermó en commemoració de l'Alçament de Varsòvia. Poc després, una drag-queen va simular el seu assassinat a l'escenari.
A partir de 2019, ser obertament gai a les petites ciutats i àrees rurals de Polònia «[pren] una major fortalesa física i mental» a causa dels esforços de les autoritats poloneses i l'Església catòlica, segons The Telegraph. No obstant això, les percepcions públiques s'han tornat més tolerants amb els homosexuals. El 2001, el 41 % dels polonesos enquestats va declarar que «ser homosexual no era normal i no hauria de ser tolerat», mentre que el 24 % ho afirmava a l'enquesta de 2017. El 5 % va dir que «ser homosexual era normal» el 2001, mentre que el 16 % ho va dir el 2017.

## Declaracions
Les zones lliures d'LGBT s'han creat des de les institucions municipals poloneses, així com els powiats i voivodats, que declaren aquestes àrees sota el seu control i lliures d'«ideologia LGBT», en reacció a la declaració de l'alcalde de Varsòvia. Encara que no són exigibles, els activistes diuen que les zones declarades representen intents d'excloure la comunitat LGBT. L'activista Olga Kaczorek va advertir que les declaracions «indiquen que un tipus específic de persones no hi són benvingudes».
El març de 2019, la ciutat de Świdnik, a l'est de Polònia, va aprovar una resolució que rebutja la «ideologia LGBT».
A partir d'agost de 2019, s'han declarat al voltant de 30 zones lliures d'LGBT a Polònia, inclosos quatre voivodats en el sud-est del país: Petita Polònia, Podkarpackie, Świętokrzyskie i Lublin. Els quatre voivodats formen la part «històricament conservadora» de Polònia.
Els powiats que es van declarar zones lliures d'LGBT són: Białystok, Jarosław, Lesko, Lubaczów, Mielec, Puławy, Ryki, Świdnik, Tarnów i Zamość.

## El partit Llei i Justícia (PiS)
Abans de les eleccions parlamentàries de Polònia de 2015, el partit governant Llei i Justícia (PiS) va adoptar una postura antimmigrant. Amb la immigració disminuint significativament, en el període previ a les eleccions parlamentàries de Polònia de 2019, el partit s'ha centrat a contrarestar la «ideologia LGBT occidental». El líder de PiS, Jarosław Kaczyński, va etiquetar als migrants com a portadors de «paràsits i protozous» el 2015, mentre que el 2019 va reprendre la declaració pro-LGBTQ de l'alcalde de Varsòvia com «un atac contra la família i els nens» i va declarar que LGBTQ era una «ideologia importada».
Després que arquebisbe Jędraszewski fes el seu discurs en el qual va anomenar la «ideologia LGBT» una «plaga arc de sant Martí», el ministre polonès de defensa va aplaudir aquests comentaris.
El juny de 2019, el ministre de Justícia Zbigniew Ziobro va ordenar una recerca d'Ikea per l'acomiadament d'un empleat que va expressar idees homofòbiques.

## Adhesius

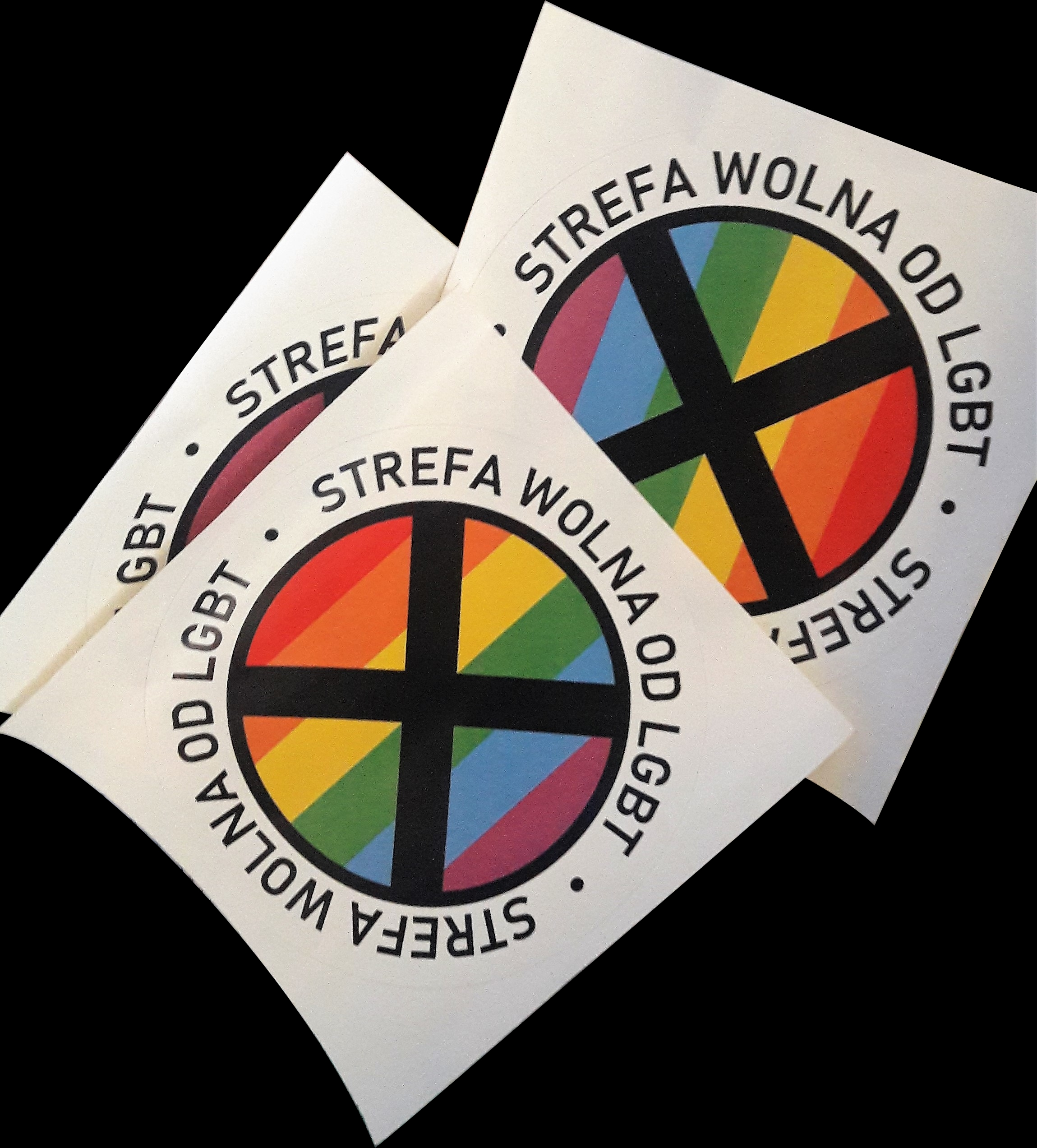
Adhesius de zona lliure d'LGBT distribuïdes pel diari Gazeta Polska.

El diari conservador Gazeta Polska va emetre calcomanies de «zona lliure d'LGBT» als seus lectors. L'oposició i els diplomàtics polonesos, inclosa l'ambaixadora dels Estats Units a Polònia, Georgette Mosbacher, van condemnar les calcomanies. L'editor en cap de Gazeta, Tomasz Sakiewicz, va respondre a les crítiques amb: «el que està succeint és la millor evidència que LGBT és una ideologia totalitària».
El tribunal de districte de Varsòvia va ordenar que s'aturés la distribució de les calcomanies fins que es resolgués judicialment el cas. No obstant això, l'editor de Gazeta va desestimar la decisió dient que eren fake news i censura, i que el diari continuaria distribuint les calcomanies. Gazeta va continuar la distribució de les calcomanies, però va modificar el text de la calcomania, per «Zona lliure d'ideologia LGBT».
Al juliol, la cadena de mitjans de comunicació polonesa Empik, la més gran del país, es va negar a acollir a Gazeta Polska després de la publicació dels adhesius. L'agost de 2019, un concert organitzat per la Gazeta Polska Community of America programat per al 24 d'octubre al Carnegie Hall de Nova York va ser cancel·lat per les queixes de vincles anti-LGBT que van portar alguns artistes a retirar-se del programa.

## Manifestacions

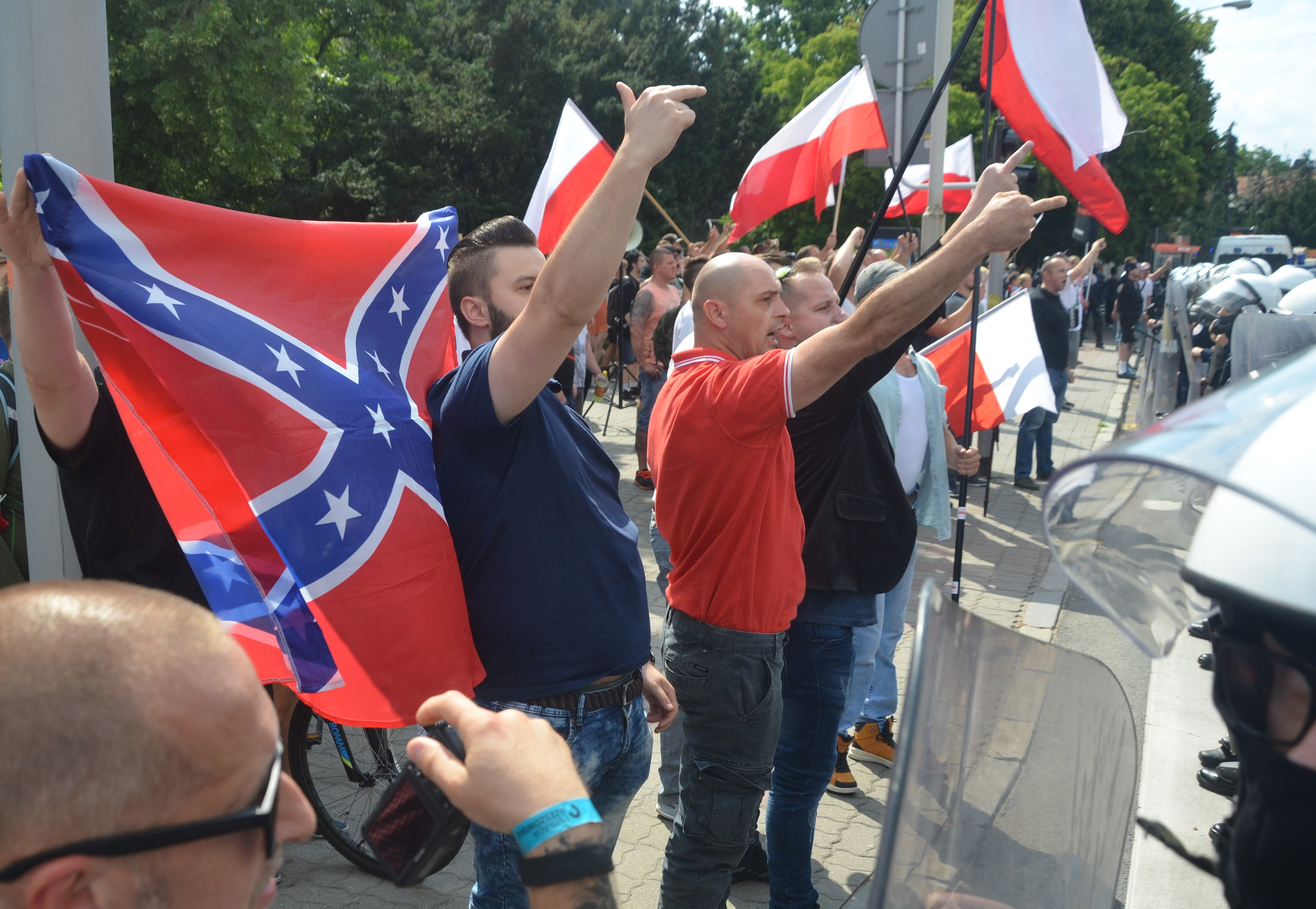
Manifestants protesten contra la desfilada de l'orgull de Rzeszów el juny de 2019

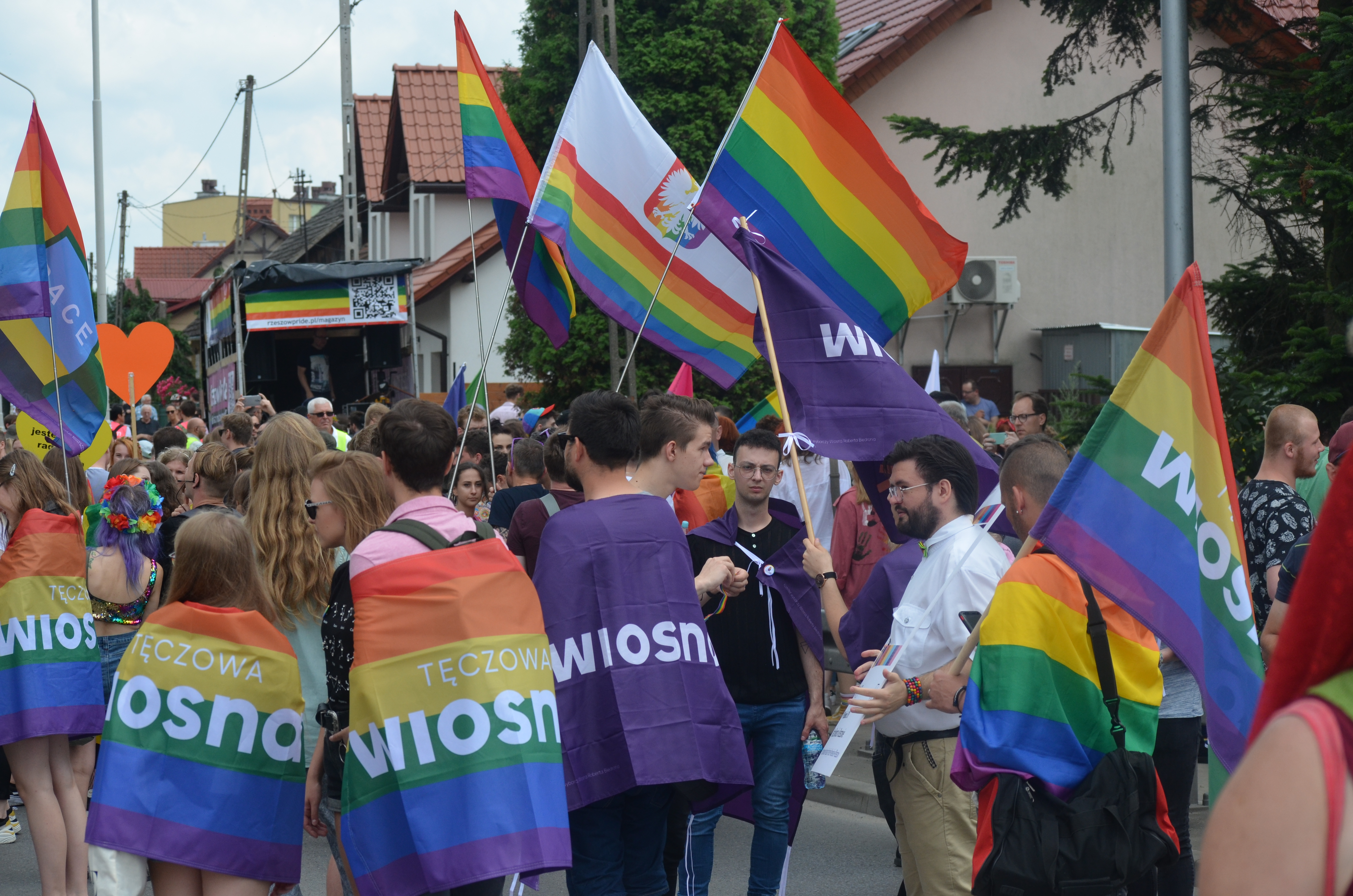
Desfilada de l'orgull de Rzeszów de juny de 2019

A Rzeszów, després que els activistes LGBT presentessin una sol·licitud per celebrar una marxa de l'orgull, els regidors del PiS van redactar una resolució per convertir Rzeszów en una zona lliure d'LGBT i prohibir l'esdeveniment. Unes 29 sol·licituds de contramanifestacions van arribar a l'ajuntament, la qual cosa va portar a l'alcalde Tadeusz Ferenc, de l'oposició Aliança de l'Esquerra Democràtica, a prohibir la marxa per motius de seguretat. La prohibició va ser revocada per una decisió judicial. Els regidors del PiS van presentar una resolució per prohibir la «ideologia LGBT», que va ser derrotada per dos vots.
El 20 de juliol de 2019 va tenir lloc a la ciutat de Białystok la primera Marxa per la Igualtat de Białystok, en la qual aproximadament 1000 manifestants del Dia de l'Orgull Gai es van trobar amb milers de membres de grups d'extrema dreta, fanàtics ultres i altres, que van atacar violentament els manifestants. Milers van sortir als carrers de Varsòvia per protestar per la violència a Białystok. El 23 de juliol de 2019 es va celebrar una manifestació per la tolerància a Gdańsk, sota el lema «zona lliure de zones»  (en polonès Strefa wolna od stref). A Szczecin va tenir lloc una manifestació sota el lema de «zona lliure d'odi» (en polonès: Strefa wolna od nienawisci) i a Łódź polítics d'esquerra van repartir adhesius amb el mateix lema «zona lliure d'odi». Una setmana després dels esdeveniments, els partits d'esquerra van fer una protesta a Białystok contra la violència.

## Reaccions

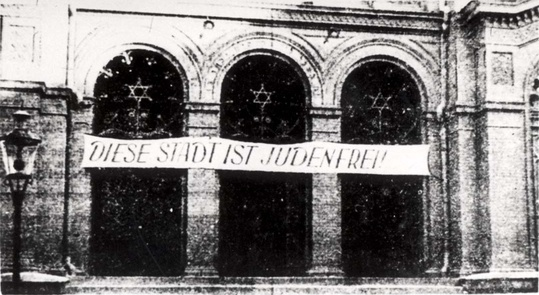
Sinagoga a Bydgoszcz, Polònia ocupada pels alemanys, 1939. L'estendard nazi proclama que la ciutat és judenfrei («lliure de jueus»). Aquesta imatge va ser tuitada per un representant del partit de Robert Biedroń en resposta a les «zones lliures d'LGBT».

### Suport a les declaracions
Bożena Bieryło, una regidora del PiS al comtat de Białystok, va dir que la legislació en aquest comtat de Białystok era necessària a causa de les «provocacions» i «demandes» LGBT de formació sobre educació sexual.
El partit nacional de PiS ha encoratjat les declaracions locals, amb un funcionari del PiS lliurant medalles a Lublin als polítics locals que van donar suport a les declaracions.

### Rebuig a les declaracions
El juliol de 2019, el Defensor del Poble polonès Adam Bodnar va declarar que "el govern està augmentant els sentiments homofòbics" amb comentaris "al marge del discurs d'odi". Bodnar va dir que està preparant una apel·lació davant el tribunal administratiu contra les declaracions, ja que segons Bodnar no són només polítiques sinó que també tenen un caràcter normatiu que afecta la vida de les persones a la regió declarada.
El juliol de 2019, el regidor de la ciutat de Varsòvia, Marek Szolc, i la Societat Polonesa per a la Llei contra la discriminació [pl] (PTPA) van emetre una opinió legal que declara que les declaracions de zones lliures d'LGBT estigmatitzen i exclouen les persones i són il·legals perquè violen l'article 32 de la Constitució de Polònia, que garanteix la igualtat i l'absència de discriminació.
L'agost de 2019, diversos membres de la comunitat LGBT van declarar que se sentien insegurs a Polònia.
El partit socialdemòcrata Lewica Razem va declarar: «Recorden com la dreta [tenia por] de les anomenades zones prohibides [musulmanes]? Gràcies a la mateixa dreta, tenim les nostres pròpies zones prohibides».
Els polítics liberals, els mitjans de comunicació i els activistes de Drets Humans han comparat aquestes declaracions amb les declaracions de l'era nazi d'àrees judenfrei (lliures de jueus). El diari italià d'esquerra La Repubblica va dir que era «un concepte que evoca el terme Judenfrei». El director de la Campanya contra l'Homofòbia, Slava Melnyk, va comparar les declaracions amb «1933, quan també hi havia zones franques d'un grup específic de persones». El vicepresident de Varsòvia, Paweł Rabiej, va piular: «Els feixistes alemanys van crear zones lliures de jueus. Apartheid, de negres».